# 和隆武
和隆武（穆麟德轉寫：horonggo，？—1782年），清朝中期將領，馬佳氏，原滿洲鑲藍旗人，後因功抬入滿洲正黃旗，官至從一品的吉林將軍，承襲其父寧夏將軍和起的一等子爵位，後又因第二次金川之戰中立功，被乾隆帝加封三等果勇侯，諡號為壯毅。受到的封賞有「圖形紫光閣」、「賞戴雙眼孔雀翎」、「巴圖魯名號」。因沒有後嗣，所以三等果勇侯爵位改為其弟和雙額承襲。

## 生平
乾隆二十一年（1756年）十二月十九日，其父寧夏將軍和起因戰死沙場，被乾隆帝下令加贈一等伯。諡號武烈。並且入祀賢良、昭忠二祠。而作為繼承人的和隆武也承襲了父親的一等子爵位，並且在之後被任命為正四品三等侍衛。
乾隆三十六年（1771年）承襲正四品佐領一職。
乾隆三十七年（1772年）二月二十一日，身為乾清門侍衛的和隆武與吉圖、德赫布、百靈阿、蒙固爾等一眾侍衛，被乾隆皇帝命令前往金川軍營參戰（第二次金川之戰）。七月，定西將軍阿桂下令和隆武協同副將軍明亮，從墨壟溝進攻甲爾木山梁，並成功攻克。到了十二月，清軍攻打美都喇嘛寺時，和隆武以領隊侍衛的身分，沿河夾擊敵軍，並成功擊潰，隨後將其盡數殲滅。
乾隆三十八年（1773年）正月，和隆武被派遣進攻納圍正面山梁。六月二十三日，海蘭察在簇拉角克進攻金川軍，和隆武率兵前去接應。八月四日，三等侍衛和隆武被升任正二品鑲藍旗蒙古副都統。十一月，跟隨明亮攻克了僧格宗（今四川省小金縣）。
乾隆三十九年（1774年）正月，跟隨參贊大臣富德攻克絨布寨北沃什山、摩格、孟格、裏格、穆圖德宗，並且進攻卡卡角。而就在同一個月，和隆武被命令去署理湖南古州鎮總兵。三月，和鑲紅旗漢軍都統奎林一同進攻斯第，金川軍迎戰，兩方激戰後，清軍成功擊敗對方。和隆武與麾下士卒力戰到箭矢射完後，又以矛槍格鬥，在戰鬥中受了傷。乾隆聞訊後，下令嘉獎，奎林、和隆武二人，各被賞了玉韘一枚。小荷包三個，其餘諸將，也各有封賞。而根據資料可以知道其受傷乃是被長槍所傷兩處。六月，被調去隨軍征戰正地。進攻木克什克第一碉，賜皮馬褂。十一月，大軍開始進攻日旁，和隆武率軍從周叟繞到金川軍的身後，隨後率軍突入，碉寨的金川軍猝不及防之下軍潰，在短刃相搏之下，清軍沿山不停進攻，連克十餘座戰碉、二百餘座平碉，成功盡數殲滅了日旁的金川軍。
乾隆皇帝聽聞此次勝利的消息後，說道：「此次明亮等人率軍攻克日旁的大小碉寨，在探路籌畫等方面都是十分到位的，而越過險地殺敵則全是和隆武之功，他的父親和起為國盡節捐軀，他能有這個兒子甚是令我欣慰，因此授予和隆武都統品級以示嘉獎，和隆武在之後要繼續與珠勒格德等人一同進剿谷爾堤一帶的碉寨，並將其盡數攻克。」
乾隆四十年（1775年）正月十一日，和隆武從鑲藍旗蒙古副都統升任為從一品正藍旗蒙古都統。
乾隆四十一年（1776年）正月七日，和隆武因平定金川的功勞，與左都御史阿思哈、副都統和珅被乾隆皇帝下令三人的家族從滿洲鑲藍旗，抬入滿洲正黃旗。同時，和隆武因此次功勞，被乾隆皇帝從子爵的爵位晉封為三等果勇侯。與豐昇額、明亮、海蘭察、奎林等人又被賞了雙眼孔雀翎。且乾隆皇帝還賞給他御用鞍轡馬一頭和銀幣，讓其圖形紫光閣，御製贊曰：「襲父恤職，少年老成。囊錐脱穎，竟善用兵。掠日旁寨，獨擅偉勳。楚材繼出，既悵以欣。」
乾隆四十三年（1778年）三月，和隆武出任寧夏將軍一職。十一月，調任為吉林將軍。
乾隆四十七年（1782年），在軍營過世。諡號壯毅。

## 延伸阅读
[在维基数据编辑]
 《清史稿/卷331》，出自趙爾巽《清史稿》